# C16orf62
C16orf62‏ (VPS35 endosomal protein sorting factor like) هوَ بروتين يُشَفر بواسطة جين C16orf62 في الإنسان.